# Sanja Ilić
Aleksandar Sanja Ilić (kunstnernavn for Александар Сања Илић, født 27. marts 1951, død 7. marts 2021) var en serbisk komponist, keyboardist og arkitekt, som repræsenterede Serbien ved Eurovision Song Contest 2018 sammen med gruppen Balkanika med sangen "Nova Deca". De opnåede en 19. plads i den europæiske sangkonkurrence. 